# 萊恩 (堪薩斯州)
萊恩（英語：Lane）是一個位於美國堪薩斯州富蘭克林縣的城市。

## 地方資料
根據2020年美國人口普查的數據，萊恩的面積為0.61平方千米，當中陸地面積為0.59平方千米，而水域面積為0.02平方千米。當地共有人口217人，而人口密度為每平方千米355.74人。